# Morella (kommun)
Morella är en kommun i Spanien.   Den ligger i provinsen Província de Castelló och regionen Valencia, i den östra delen av landet, 300 km öster om huvudstaden Madrid. Antalet invånare är 2 739. Arean är 414 kvadratkilometer. Morella gränsar till Ares del Maestre, Castell de Cabres, Castellfort, Catí, Cinctorres, Forcall, Herbés, Palanques, Vallibona, Villores, Xert och Zorita del Maestrazgo. 
Terrängen i Morella är kuperad.